# 黃絲帶
黃絲帶是一種顏色絲帶，意義在不同地區有所不同。

## 香港

### 商業電台「聲音黃絲帶」行動
2005年8月，資深傳媒人程翔被中國內地當局以間諜罪扣押及判監。2006年2月開始，香港商業電台《左右大局》主持李慧玲發起「聲音黃絲帶」行動，希望程翔早日釋放，重見光明。每日節目都為程翔計算被扣留日子：「今日，是程翔被內地關押第x日」，及邀請各界人士為程翔背書，包括民建聯蔡素玉。「聲音黃絲帶」堅持至2008年程翔獲得假釋為止，是電台歷史上最長久的節目環節，此環節更獲頒第13屆「2008年度人權新聞獎」電台節目中文作品大獎。程翔在其著作寫到「在感謝同行的幫助時，不能不提的是商業電台節目《聲音黃絲帶》的主持人和製作人，以及電台的領導人。他們堅持播放這個節目過千日，直到我回港為止，這是十分難得的。當我出來後第一次聽到這個節目時，就深深被它所表達出來的那股集理性、柔性和耐性於一體的力量所震撼。它使我想起《老子》第四十三章的一句話：『以天下之至柔，馳騁天下之至堅。』正是這種無形的軟力量，一天一短句，最終促使我早日回港。」

### 民主派支持者
2014年8月31日，全國人大常委會對香港2016至2017年政治制度改革作出決議，包括2016年香港立法會選舉辦法不得修改，及2017年香港行政長官選舉不允許「公民提名」、「政黨提名」等提名程序，並把原有選委會八分之一的提名門檻，大幅提高至提名委員會過半數。此舉激發支持民主派的市民強烈不滿，民主派指香港民主進程踏入黑暗時期。民間人權陣線於翌日（9月1日）發起「還政於民，落實普選」黃絲帶行動，呼籲市民戴上黃絲帶，代表堅持爭取「真普選」（即符合《公民權利和政治權利國際公約》，公平實踐「選舉權」、「被選舉權」及「提名權」的選舉方式）的決心。此行動獲得民主派議員、政黨、學生組織及支持民主的市民響應，更成為2014年香港學界大罷課、之後「和平佔中」、「雨傘革命」的象徵之一。而在近五年後，2019年出現的「反修例運動」開始，「黃」、「黃絲」等字眼再度被廣泛應用於香港社會，自此作為抗爭者及民主派支持者的立場象徵，與「藍絲」對立，更催生「黃色經濟圈」等概念。「黃絲」作為民主派支持者的標誌，與「藍絲」作為建制派支持者的標誌相對應。

## 中華人民共和國
2008年5月12日14时28分，中国四川省汶川县发生8.2级大地震，共计造成69,227人遇难。灾后，福建都市生活广播电台筹备了数万条黄丝带并向民众派发，在车身放置黄丝带代表着对在汶川大地震中遇难，受伤或失联的家人和同胞表达哀思。活动当天，大量交通工具均在车身明显处放置了黄丝带。
东方之星号客轮翻沉事件发生后，湖北监利不少出租车和私家车绑上黄丝带，加入到免费为家属、救援人员服务的行列，免費接送家屬到酒店、醫院或長江邊尋親或善後。 

## 南韓
2014年4月16日，韓國發生嚴重的海難世越號沉沒事故，事故造成304人死亡，其中包括大量出行的學生，自此海難發生後，韓國人以象徵「等待離家的親人歸來」的黃絲帶，作為對事件的惋惜及對逝世者的追憶。 

## 加泰隆尼亞
在加泰隆尼亞，黃絲帶於2017年10月下旬由加泰羅尼亞獨立的支持者開始使用，作為聲援兩個獨派組織ANC和國際文化組織（Jordi Cuixart和Jordi Sànchez）領導人的象徵。加泰羅尼亞獨立運動因為被西班牙中央政府視為騷亂，煽動叛亂，叛亂和貪污指控而被捕，認為他們是政治犯。2017年11月，綬帶的含義擴大到包括8名加泰羅尼亞部長由於擔任加泰羅尼亞獨立公民投票的角色以及加泰羅尼亞總統普萊德蒙特和另外四名逃到布魯塞爾的逃避法官逮捕並尋求更廣泛的歐洲支持他們的事業。巴塞羅那俱樂部前球員和教練，目前曼城的總教練，佩普·瓜迪奥拉，加泰羅尼亞事業的顯著的追隨者，已經看到戴著它。

## 烏克蘭
2022年4月，俄羅斯軍事入侵後，烏克蘭臨時被佔領土出現黃絲帶抵抗运动。運動的目標是對俄羅斯佔領者進行信息抵抗。

## 相關歌曲
由於黃絲帶在美国传统上代表对海外和参战军人的支持，有些作曲家會把黃絲帶拿來當作歌曲主軸，較廣為人知的有以下2首：

### 《她戴了一條黃絲帶》
- 「She Wore a Yellow Ribbon」（1949年）

描述一名在南北戰爭上的士兵看到愛慕的人攜上黃絲帶，不禁感慨萬分。

### 《繫條黃絲帶在老橡樹上》
- 「Tie A Yellow Ribbon Round The Ole Oak Tree」（1973年，東尼·奧蘭多與黎明合唱團（英语：Tony Orlando and Dawn）原唱）

據說，此為發生在美國的真實故事，所改編成歌曲。後將黃絲帶引申為「在家門前的樹上繫上黃絲帶，歡迎久別歸來的親人」。

## 外部連結
- 黃絲帶傳統 （页面存档备份，存于），美國國會圖書館網頁，兩篇來自美國國家民俗中心（American Folklife Center）的文章